# Conscripció a Corea del Sud

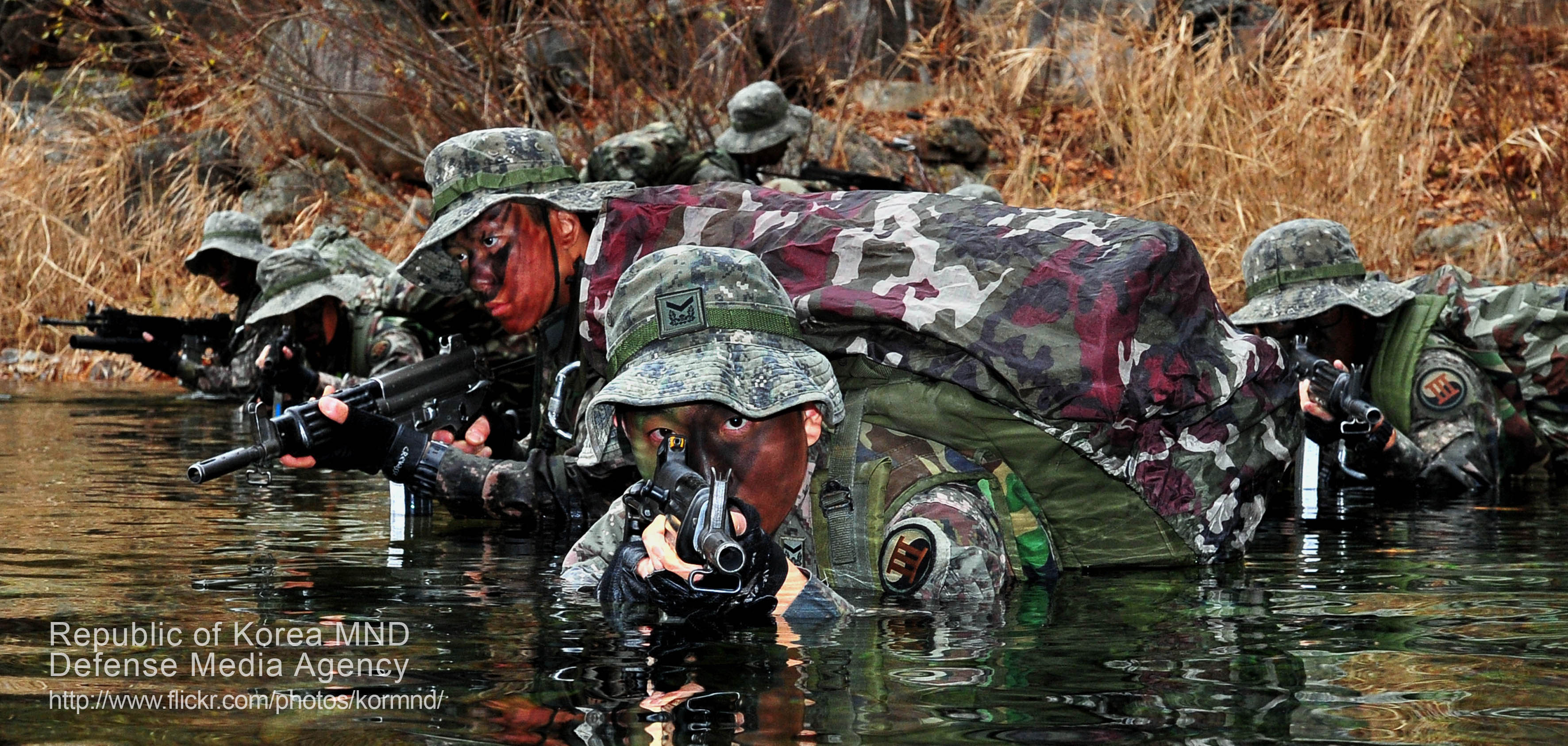
Imatge del govern sud-coreà de l'entrenament de soldats seus.

La conscripció a Corea del Sud existeix des de 1957 i exigeix als ciutadans homes d'entre 18 i 28 anys que realitzin el servei militar obligatori. Les dones no estan obligades a realitzar el servei militar, però poden allistar-se voluntàriament. El servei dura 2 anys i són obligats a deixar els estudis o la feina per passar a cobrar poc més de 100 euros al mes. Només en casos molt excepcionals com els medallistes olímpics poden quedar-ne exempts.

## Establiment
La base del servei militar obligatori a Corea del Sud és la Constitució de la República de Corea, promulgada el 17 de juliol de 1948. La Constitució estableix en el seu article 39: «Tots els ciutadans tindran el deure de la defensa nacional en les condicions que prescrigui la Llei».
A més, el reclutament es defineix i actua mitjançant la «Llei del Servei Militar» (en coreà: 병역법). Segons l'article 3 de la «Llei del Servei Militar», «tot home de la República de Corea haurà de complir fidelment el servei militar obligatori, segons el prescrit per la Constitució de la República de Corea i aquesta Llei. El gènere femení només pot realitzar el servei actiu o el servei de reserva a través del voluntariat» i «exceptuant el que està disposat en aquesta Llei, no es prescriu cap cas especial relatiu al servei militar obligatori». El fet que només els homes siguin reclutats va ser corroborat pel Tribunal Constitucional de Corea, que va declarar en 2006 que és dret del govern decidir qui és objecte del servei militar obligatori, i, per tant, no hi ha error constitucional en les decisions del govern. El reclutament és gestionat per l'Administració de Personal Militar, creada en 1948.

## Allistament i avaluació de la discapacitat
Per llei, quan un sud-coreà compleix divuit anys, s'allista per al «primer servei ciutadà», cosa que significa que és susceptible de complir el servei militar, però encara no està obligat a fer-lo. Quan compleix els dinou anys (o, en alguns casos, vint anys), ha de sotmetre's a una avaluació d'incapacitat i discapacitat per a determinar si és apte per al servei militar. La següent taula mostra les possibles qualificacions de l'avaluació i els seus resultats, segons la Llei del Servei Militar. En tot cas, els homes han d'allistar-se abans de complir vint-i-vuit anys (edat coreana).
| Grau    | Descripció | Resultat |
| ------- | --- | --- |
| 1, 2, 3 | «Aquells la constitució física dels quals i psicològica és prou sana com per a exercir-se activament en l'exèrcit» | «Per a ser allistats per al servei actiu, el servei suplementari o el segon servei ciutadà, en funció de les seves qualificacions, com la formació acadèmica i l'edat» |
| 4       | «Aquells la constitució física dels quals i psicològica no és tan saludable per a la formació activa però són capaces de realitzar el servei suplementari per a civils com a reemplaçaments» (És un grau comú per a persones amb discapacitats menors) | «Per a ser allistats per al servei suplementari o el segon servei ciutadà, en funció de les seves qualificacions, com la formació acadèmica i l'edat»                  |
| 5       | «Els incapaços d'entrar en el servei actiu o suplementari, però capaços d'entrar en el segon servei ciutadà» (És un grau comú per a persones amb discapacitats)                                                                                        | «Per a ser allistats per al segon servei ciutadà» |
| 6       | «Els incapaços de realitzar el servei militar per qualsevol malaltia o incompetència mental o física» (És un grau comú per a persones amb discapacitats greus)                                                                                         | «Són exempts del servei militar» |
| 7       | «Els incapacitats per al grau... per qualsevol malaltia o incompetència mental o física» | «Han de sotmetre's a un examen físic de control» en un termini de dos anys                                                                                             |

## Exempcions
Actualment, els controls de reclutament estipulen que als atletes guanyadors de medalles olímpiques o medalles d'or en els Jocs Asiàtics se'ls concedeixen exempcions del servei militar i són col·locats en Grau 4. Se'ls sol·licita fer quatre setmanes de formació militar bàsica i comprometre's amb l'esport per quaranta-dos mesos. Després d'això, són automàticament col·locats en la reserva, i és obligatori assistir a uns quants dies de formació militar anual per sis anys. En la pràctica, després que els atletes acaben les seves quatre setmanes de formació militar bàsica, poden continuar la seva carrera esportiva durant els trenta-quatre mesos de deure.
A banda dels esportistes, les exempcions també són concedides als violinistes, pianistes i intèrprets, actors o directors de ballet. Aquests últims anys, també s'està valorant incloure a la llista els artistes de K-pop i els jugadors dels esports electrònics.

## Objecció de consciència
El dret a l'objecció de consciència no va ser reconegut a Corea del Sud fins a l'any 2018. Més de 400 homes solien ser empresonats en algun moment per negar-se al servei militar per raons polítiques o religioses en els anys anteriors al fet que s'establís el dret a l'objecció de consciència.
El 28 de juny de 2018, el Tribunal Constitucional de Corea del Sud va dictaminar que la Llei de Servei Militar era inconstitucional i va ordenar al govern que donés cabuda a formes civils de servei militar per als objectors de consciència. Aquest mateix any, l'1 de novembre de 2018, el Tribunal Suprem de Corea del Sud va legalitzar l'objecció de consciència com a base per a rebutjar el servei militar obligatori.